# كارلوس سانتانا (شخصية كرتونية)
كارلوس سانتانا، كابتن فريق فلامنجو Flamengo، صاحب العينين الحزينتين. لاعب برازيلي فذ، هو الخصم اللدود لماجد في مرحلة احترافه في البرازيل، أي في السلسلة الثانية. سبب حزنه، قصة مر بها في طفولته. تبنا سانتانا أحد الأرستقراطيين المتوحشين من ذوي القلوب المتحجرة فقسا عليه ودربه على لعب الكرة غصبا ففقد سانتانا كل مشاعره وأصبحت عيناه حزينتان لكنهما قاسيتان.
يتمتع سانتانا بقوة هائلة جارفة، وبسرعة عجيبة، وحنكة فريدة، جعلت منه في بداية السلسلة الثانية اللاعب رقم 1 في البرازيل. يتبارى سانتانا في نهاية السلسلة الثانية، ضد المنتخب العربي، ويواجه صعوبات كبيرة بالتسجيل في مرمى وليد، تنتهي المباراة بفوز المنتخب العربي بعد بعض المعجزات.
ويفوز قبل ذلك في عدة مباريات، منها مباراة البرازيل ضد منتخب الأروجواي بنتيجة 6 – 0. في السلسلة الثالثة، يحترف سانتانا في إسبانيا في نادي فالنسيا Valencia ويتباراى مع نادي برشلونة (كابتنه ريفول) وتنتهي المباراة بالتعادل. ويتبارى ضد ماجد (فريق برشلونة) في السلسلة الرابعة ويخسر.

## من تقنياته واسلوبه

سانتانا أثناء التحامة مع ماجد

- ضربة السهم المتصاعد
- القصف الهوائي الدوار
- ضربة جناح السماء
- الضربة الثنائية (مع ناتشوريزا)
- ثنائي البرازيل الذهبي (مع ليو)